# Parkirno mjesto
Parkirno mjesto ili parkirališno mjesto (engl. parking space) je omeđeni dio kolnika namijenjen smještanju prometala u mirovanje odnosno parkiranje. Može biti dio garaže, parkirališta ili ulice. 
Većih dimenzija su parkirna mjesta za osobe s invaliditetom ili roditelje s djecom.

## Vanjske poveznice
|  | Zajednički poslužitelj ima još gradiva o temi Parking |